# پوهیا
پوهیا (به لاتین: Puhja) یک منطقهٔ مسکونی در استونی است که در دهستان الوا واقع شده‌است. پوهیا ۹۸۱ نفر جمعیت دارد.